# 블랙베리 10
블랙베리 10(BlackBerry 10)은 블랙베리(이전에는 리서치 인 모션)가 블랙베리 계열 스마트폰과 태블릿 휴대 기기를 대상으로 개발한 사유 모바일 운영 체제이다. 최근의 예는 Q10 스마트폰이다. 2010년 4월 블랙베리가 인수한 QNX 기반이다. 블랙베리 10은 QNX 기반 운영 체제의 3번째 주요 릴리즈로, 그 이전에는 2011년 4월 19일에 출시한 블랙베리 플레이북의 블랙베리 태블릿 OS, 그리고 2012년 2월 21일 출시한 블랙베리 태블릿 OS 버전 2.0이 있다. 블랙베리 10과 블랙베리 태블릿 OS는 기술적으로 비슷한 점이 많으며, 거기에 블랙베리 10은 이전 판에 비해 더 많은 부가적인 기능 향상을 제공한다.

## 발표
2012년 11월 12일 RIM에서는 2013년 1월 30일에 블랙베리 10 운영체제 및 이를 탑재한 첫 스마트폰이 출시될 예정이라고 발표하였다. 2013년 1월 30일 운영체제 발표와 함께 출시된 장치에는 풀 터치스크린 Z10 및 쿼티 키보드 내장 Q10이 있다. 2013년 중 블랙베리 플레이북 태블릿도 블랙베리 10으로 업그레이드 될 것이라고 밝혔으나, 차후 발표된 사실에 의하면 블랙베리 10을 플레이북으로 포팅하는 중 하드웨어 성능 문제로 인하여 작업이 중단되었고 이후 출시될 장치에 초점을 맞춘다고 하였다.

## 사용자 인터페이스
블랙베리 10의 주요 기능은 플랫폼 전체에 적용되는 플로 기반 인터페이스, 개선된 키보드 및 카메라 앱 등이 있다. 총 8개의 앱을 동시에 실행시킬 수 있으며, 일부 앱은 최소화된 상태에서 홈 화면에 계속 갱신되는 정보를 표시할 수 있다. 운영체제에 내장된 허브 기능은 임의의 화면에서 제스처로 접근할 수 있으며, 이메일, 소셜 네트워킹, 문자 메시지 등 모든 알림을 한 화면에서 볼 수 있다.

## 기능

### 제스처
블랙베리 10의 사용자 인터페이스는 제스처 위주로 설계되어 있으며, 쉬운 탐색을 위한 네 종류의 제스처를 지원한다. 화면 베젤 아래에서부터 위로 쓸어 올리면 홈 화면으로 되돌아간다. 홈 화면에서 현재 실행 중인 앱을 보거나 종료할 수 있다. 화면 위에서 아래로 쓸어 내리면 홈 화면에서는 빠른 설정 화면, 지원하는 앱에서는 환경 설정 화면을 볼 수 있다. 임의의 앱을 사용하는 중 화면 아래에서 오른쪽 위로 움직이면 (뒤집힌 J 형태) 블랙베리 허브가 표시되어 알림 및 메시지에 빠르게 접근할 수 있다. 홈 화면에서 좌우로 움직이면 화면 간을 전환할 수 있다.

### 멀티태스킹
블랙베리 태블릿 OS와 비슷하게 블랙베리 10은 제스처 기반 멀티 태스킹을 지원한다. 임의의 앱에서 위로 쓸어 올리면 현재 실행 중인 앱을 볼 수 있으며, 작업 전환 및 관리 기능을 포함한다. 다른 앱을 누르면 전환할 수 있으며, 종료 시에는 각각 앱의 오른쪽 아래에 있는 X 단추늘 누르면 된다. 일부 앱은 축소되었을 때 위젯처럼 동작하여 중요한 정보를 표시하기도 한다. 총 8개우 앱이 동시에 실행 가능하며 마지막으로 사용한 시간 순으로 정렬된다.

### 블랙베리 허브
블랙베리 허브는 사용자의 모든 소셜 및 이메일 계정을 하나의 장소에서 볼 수 있게 해 준다. 기본적으로 지원하는 웹 서비스에는 이메일 클라이언트, 트위터, 페이스북, 블랙베리 메신저, 링크드인이 있으며 문자 메시지, 음성 사서함, 시스템 업데이트 등도 같이 표시된다. 임의의 앱이나 잠금 화면에서 뒤집어진 J 형태의 제스처를 사용하면 허브에 빠르게 접근할 수 있다. 허브 내에서 다른 앱을 열지 않고 메일 작성, 소셜 네트워크 탐색이 가능하다. 외부 API를 통하여 다른 앱에서 블랙베리 허브에 접근할 수 있다.

### 블랙베리 밸런스
블랙베리 밸런스는 개인 데이터와 업무 데이터를 한 휴대폰의 분리된 공간에서 처리할 수 있도록 해 준다. BES 10을 사용하면 기업의 IT 부서에서 개인 및 업무 공간을 분리하여 업무 공간에 자동적으로 앱 및 메일 설정을 할 수 있다. 설정이 완료되면 앱 페이지에서 제스처를 사용하여 개인 및 업무 프로필을 전환할 수 있다. 모든 사용자 데이터는 256비트 AES로 암호화되며, 프로필별로 데이터가 분리되어 저장된다.

### 안드로이드 플레이어
블랙베리 10은 안드로이드 런타임을 탑재하였다. 안드로이드 2.3 (진저브레드) 이하에서 작동하는 앱을 블랙베리 10 상에서 구동할 수 있도록 해 준다. 현재 안드로이드 2.3의 사용자 수는 감소하고 있기 때문에 OS 10.2 업데이트에서 안드로이드 4.1 (젤리빈) API를 지원하는 안드로이드 런타임을 제공할 예정이다.

### 키보드
블랙베리 10은 과거 세대의 물리 키보드와 비슷한 가상 키보드를 지원한다. 키보드 상의 글자와 숫자는 과거 블랙베리의 글꼴과 비슷하게 디자인되었다. 사용자의 입력 습관을 기억하여 문맥 기반으로 자동적으로 적합한 단어 및 다음 단어를 예상한다. 다음에 입력할 가능성이 높은 키 위에 자동 완성된 단어가 표시되며, 해당하는 키 위에서 아래에서 위로 쓸어 올리는 제스처를 사용하면 단어가 자동으로 입력된다. 키보드의 오른쪽에서 왼쪽으로 쓸어 내리면 단어 단위로 삭제할 수 있다.

### 블랙베리 링크
블랙베리 링크는 BB10 기반 장치와 컴퓨터를 통신할 수 있게 해 주는 소프트웨어이다. 장치와 음악, 문서, 사진, 동영상을 주고받을 수 있다. Mac OS X 및 Windows를 지원하며, 미디어 동기화를 위하여 iTunes 및 Windows Media Player를 지원한다. Wi-Fi 및 USB를 사용하여 동기화할 수 있다. 안드로이드, iOS 및 다른 블랙베리 장치에서 블랙베리 10으로 이전하거나, 소프트웨어 업데이트를 설치할 수도 있다.

### 기타
- 타임 시프트 카메라: 사진 한 장당 여러 프레임을 촬영하여 그 중 가장 잘 나온 사진을 선택할 수 있다.
- BBM 비디오/화면 공유: BBM 메신저를 통하여 음성 및 영상 통화를 걸 수 있으며 블랙베리 화면의 내용을 공유할 수도 있다.
- 음성 제어: 사용자의 음성을 통하여 BBM 전송, 약속 추가, 소셜 네트워크 업데이트, 앱 열기 및 받아쓰기 기능을 지원한다.

## 앱

### 기본 제공 앱
블랙베리 10에 기본적으로 제공되는 앱은 지도, 웹 브라우저, Remember (메모 기능), Docs to Go, 스토리 메이커 (동영상 및 음악 편집기), 계산기, 시계, 음악, 동영상, 날씨, 파일 관리자, 블랙베리 메신저이다. 클라우드 서비스를 위하여 Box와 Dropbox가 기본적으로 설치되어 있다.

### 제 3사 앱
2013년 1월 출시 당시 블랙베리 10용으로 개발된 앱은 총 7만개가 존재하였다. 블랙베리 플레이북 출시 당시의 3천개에 비하면 비약적으로 향상되었다. 2013년 블랙베리 라이브에 의하면 12만개의 앱이 등록되었으며 Z10을 위한 스카이프가 개발 중이라고 밝혔다.

### 안드로이드 앱
블랙베리 10에서 사이드로딩 과정을 거치면 안드로이드 2.3.3에서 구동되는 앱을 실행시킬 수 있다. 이 기능을 통하여 블랙베리 10으로 개발되지 않은 안드로이드 앱을 실행시킬 수 있다. OS 10.2 업데이트에서 안드로이드 앱 호환성이 향상될 예정이다.

### 배포
과거 블랙베리 OS와는 달리, 블랙베리 플레이북처럼 내장된 블랙베리 월드를 통해서만 앱을 다운로드할 수 있다.

## 장치
| 장치 이름 | 설명                                                                      |
| --------- | ------------------------------------------------------------------------- |
| Z30       | 물리 자판이 없는 스마트폰 (완전한 터치스크린).                            |
| Z10       | 물리 자판이 없는 스마트폰 (완전한 터치스크린).                            |
| Q10       | 고전적인 블랙베리 쿼티 자판이 있는 스마트폰.                              |
| Q5        | 고전적인 커브 형태의 블랙베리 쿼티 자판이 있는 스마트폰. (신흥 시장 대상) |

## 참조
1. ↑  http://press.blackberry.com/press/2013/blackberry-10-re-designed-re-engineered-and-re-invented.html
2. ↑  “BlackBerry OS 10.3.3.3216 autoloader files now available”. 《CrackBerry》. 2018년 4월 4일. 2018년 5월 8일에 확인함.
3. ↑  “BlackBerry OS 10.3.3.3216 autoloader files now available”. 《CrackBerry》. 2018년 4월 4일. 2018년 4월 4일에 확인함.
4. ↑  “BlackBerry OS 10.3.3.3216 autoloader files now available”. 《CrackBerry》. 2018년 4월 4일. 2018년 4월 4일에 확인함.
5. ↑  “BlackBerry OS 10.3.3.3216 autoloader files now available”. 《CrackBerry》. 2018년 4월 4일. 2018년 4월 4일에 확인함.
6. ↑  Molen, Brad. “Research in Motion announces BBX, 'combines the best of BlackBerry and QNX'”. Engadget. 2011년 10월 18일에 확인함.
7. ↑  Poeter, Damon (2011년 10월 18일). “RIM Unveils BBX, BlackBerry's Platform of the Future”. PC 매거진. 2013년 3월 2일에 확인함.
8. ↑  Sharp, Alastair (2011년 10월 18일). “RIM aims to rebuild franchise on new BBX platform”. Reuters. 2013년 6월 23일에 원본 문서에서 보존된 문서. 2013년 3월 2일에 확인함.
9. ↑  “RIM debuts BlackBerry PlayBook tablet”. CTVnews.ca. 2011년 4월 24일.
10. ↑  “BlackBerry PlayBook OS 2.0 arrives, built-in e-mail and all”. CNET.com. 2012년 2월 21일.

## 같이 보기
- 블랙베리 OS